# Teatro Nacional Rustaveli
O Teatro Nacional Rustaveli (em georgiano: შოთა რუსთაველის სახელობის აკადემიური თეატრი) é o maior e um dos mais antigos teatros da Geórgia, localizado em sua capital, Tbilisi, na via Rustaveli Avenue. Situado num edifício de estilo rococó ornamentado, desde 1921 o teatro tem levado o nome do poeta georgiano Shota Rustaveli.
Foi construído em 1887.